# Dawid Ogórek
Dawid Ogórek (ur. 30 lipca 1990) – polski siatkarz, grający na pozycji libero.

## Życiorys
W młodości uprawiał piłkę nożną, a następnie siatkówkę. Był zawodnikiem ZAKSY Kędzierzyn-Koźle, w barwach której występował w Młodej Lidze. Seniorską karierę rozpoczął w 2011 roku w Spodku Katowice. W 2013 roku został zawodnikiem Aluronu Virtu Warty Zawiercie. Z zawierciańskim klubem w sezonie 2023/2014 awansował do I ligi, a w sezonie 2016/2017 – do PlusLigi. Następnie przeszedł do KS Lechii Tomaszów Mazowiecki. Z klubem tym zajął w sezonie 2017/2018 drugie miejsce w lidze. W 2018 roku został siatkarzem GKS Katowice, w barwach którego rozegrał w sezonie 2018/2019 dwanaście spotkań w PlusLidze. W sezonie 2019/2020 ponownie występował w Lechii Tomaszów Mazowiecki, w której wystąpił wówczas w 23 meczach. W 2020 roku wrócił do GKS Katowice.

## Sukcesy klubowe
I liga:
- 2017
- 2018

Puchar CEV:
- 2025[4]